# Заславська Тетяна Іванівна
Тетяна Іванівна Заславська (до шлюбу Карпова; 9 вересня 1927, Київ — 23 серпня 2013, Москва) — радянський соціолог, економіст та політолог, академік РАН, доктор економічних наук.

## Освіта
1943 року вступила на фізичний факультет МДУ. Успішно закінчивши три курси, перейшла на економічний факультет, який закінчила 1950 року, 1955 року отримала ступінь кандидата наук, а 1965 — доктора наук. 1968 року була обрана членом-кореспондентом по відділенню економіки та сибірському відділенню Академії наук, а з 1981 — дійсний член Академії наук СРСР по секції економіки. Звання академіка у той час у СРСР мали всього 200 осіб, серед яких — 5 жінок. У 1988 обрана членом Польської академії, з 1992 — член ВАСГНІЛ. 1986 отримала премію ім. Карпінського (Німеччина).

## Наукова діяльність до 1988
З 1950 по 1963 роки працювала в Інституті економіки АН СРСР. 1963 на запрошення А. Г. Аганбегяна переїхала до Новосибірське Академмістечко, щоб працювати е команді молодих та талановитих вчених, які зібралися на той час там в Інституті економіки та організації промислового виробництва (ІЕ та ОПП) Сибірського відділення Академії наук СРСР. 1967 очолила відділ соціальних проблем у цьому інституті. Під її керівництвом цей відділ з часом став одним з провідних соціологічних колективів країни та отримав широку популярність за кордоном.
Створена Тетяною Заславською Новосибірська економіко-соціологічна школа (НЕСШ) визнана однією з впливових течій в російській громадської науці 1960-90-х, що зробив істотний вплив на розвиток соціології в радянський період, і, зокрема, на інституціоналізацію економічної соціології як самостійної наукової дисципліни. Цей імпульс сприяв кількісному та якісному зростанню економіко-соціологічних досліджень у 90-роки. У цей час НЕСШ стає загальновизнаною «батьківщиною» російської економічної соціології, а виникнення та функціонування цієї школи визнано важливою віхою у розвитку російської соціологічної думки. Вже до початку нового століття школа об'єднала кілька поколінь вчених, які проживають у Новосибірську, Москві, Барнаулі та ін. Багато хто з них пройшли шлях від студентів та аспірантів Т. І. Заславської та до докторів наук — авторів нових концепцій, теорій, наукових напрямів.
У квітні 1983 року Т. Заславська підготувала доповідь «Про вдосконалення соціалістичних виробничих відносин та завданнях економічної соціології», який одразу викликав відторгнення цензурою. Друкувати його відкрито заборонили, але директор інституту академік А. Г. Аганбегян зважився під свою відповідальність розіслати цю доповідь під грифом «для службового користування» до 10 провідних академічних інститутів, а потім роздрукувати його у 100 примірниках. Конференцією, що зібрала провідних економістів та соціологів, доповідь була оцінена як принциповий прорив у науці, викликала бурхливі дебати. У зв'язку з недостатнім тиражем (100 примірників) деякі учасники навіть переписували його від руки. Незабаром як всі номерні примірники, так і підготовчі матеріали автора, були вилучені КДБ. Проте, вже у серпні доповідь, що потрапила до США та ФРН без обкладинки, була опублікована під назвою «Новосибірський маніфест». Захід сприйняв його як першу ластівку, яка сповіщала про початок у СРСР «весни» і став передавати на СРСР його текст своїми радіостанціям. У Росії ж цей документ був опублікований лише на початку 1990-х.

## Наукова діяльність після 1988 року
1987 року Заславська була призначена директором-організатором Всесоюзного центру вивчення суспільної думки (ВЦВГД) та обрана Президентом радянської соціологічної асоціації (ССА), у зв'язку з чим повернулася до Москви. У 1992 році, коли ВЦВГД стійко запрацював, вона повернулася до дослідницької роботи, ставши со-президентом Міждисциплінарного академічного центру соціальних наук (Интерцентр), організованого англійським професором Т. Шаніним за допомогою Дж. Сороса. Після відходу з ВЦВГД близької їй команди Юрія Левади та організації самостійного Левада-Центру, вона була обрана його почесним президентом (з 2010 року — головою правління) та головою редакційної ради журналу «Вісник громадської думки».
З 1993 до 2004 рік — професор, завідувачка кафедри методології суспільних наук Московської вищої школи соціальних та економічних наук (МВШСЕН), а також співпрезидент Міждисциплінарного центру соціальних та економічних наук (Інтерцентр), організованого відомим англійським професором Теодором Шаніним за допомогою Джорджа Сороса, А. Г. Аганбегяна та ін. Важливим напрямком діяльності Інтерцентру було проведення (з 1993) щорічних сесій міжнародного симпозіуму «Куди йде Росія?..», постійним Президентом якого до 2003 року була Т. І. Заславська. Участь у цьому симпозіумі представників різних наук (істориків, соціологів, економістів, правознавців, політологів, культурологів, філософів та ін.) сприяло інтеграції суспільних наук, формуванню міждисциплінарного, більш глибокого осмислення посткомуністичних трансформаційних процесів. Виходили під редакцією Т. І. Заславської міждисциплінарні наукові збірники «Куди йде Росія ?..» стали за 20 років свого роду хрестоматією з сучасним проблемам та перспективам розвитку російського суспільства. З 2006 р. Т. І. Заславська — декан факультету школи.
Область наукових інтересів: методологія соціальних наук, загальна та економічна соціологія, інституційна та соціальна економіка, теорії та «механізми» посткомуністичних трансформаційних процесів.
Член установчої ради газети «Московські новини».

## Наукові регалії
- Доктор економічних наук (1965), професор
- Член-кореспондент Академії наук СРСР (1968)
- Дійсний член (академік) Російської академії наук (1981)
- Засновник Новосибірської економіко-соціологічної школи (1970–1985)
- Член європейської соціологічної асоціації (1987)
- Лауреатка премії А. П. Карпінського (НДР, 1988)
- Почесний член Польської Академії наук (1990)
- Президент Російської соціологічної асоціації (1987–1991)
- Доктор права Оберлінського коледжу, Джорджтаунського та Пенсильванського університетів (США, 1991-92)
- Почесний член Академії Європи, доктор політології Гельсінського університету (Фінляндія, 1993)
- почесний член Академії Європейського Середземномор'я (1993)
- член Міжнародного інституту соціології
- почесний професор Харківського університету, (2004)
- Почесний член Національної Асамблеї фахівців у області праці та соціальної політики (НАСТіС)

## Громадські нагороди
- Орден «Знак Пошани» (1972)
- Орден Трудового Червоного Прапора (1975)
- Орден Дружби народів (1981)
- Орден Жовтневої революції (1987)
- Медаль та Премія ім. Карпінського (Фонд Тепфера, Гамбург, ФРН,1989)
- Медаль та Премія Демидівського фонду (2000, Єкатеринбург)
- Медаль Міжнародного Академічного Рейтингу «Золота фортуна»"Честь, Слава, Труд" (2006)
- Національна Премія Фонду суспільного визнання досягнень жінок «Олімпія», (2007)[9]
- Срібна медаль ім. Питирима Сорокіна (2008)

## Політична діяльність
З 1954 по 1991 рік, була кандидатом та членом КПРС. Працюючи у Сибіру, співпрацювала з працівниками новосибірського обкому КПРС і двох відділів ЦК КПРС — науки та сільського господарства. 1983 року отримала партійну догану за «Новосибірський маніфест». У 1991 році разом з усіма членами КПРС і працівниками ВЦВГД добровільно вийшла з партії.
У 1989 році була обрана від Радянської соціологічної асоціації народним депутатом СРСР. Як депутатка Верховної Ради СРСР працювала в комісії із праці, цін та соціальних питань. 1991 року була активним членом опозиційної Міжрегіональної групи депутатів, очолюваної А. Д. Сахаровим, Б. Єльциним, А. Собчак та ін. політичними лідерами. У 1991 — 1992 роках Заславська була членом Вищої консультативно-координаційної Ради при президенті Росії, але у зв'язку з незадоволеністю його діяльністю за власним бажанням вийшла з Ради.

## Праці
- Принцип матеріальної зацікавленості та оплата праці в колгоспах, Госпланіздат, 1958
- Розподіл по праці в колгоспах, вид-во «Економіка», 1966
- Розпізнавання образів у соціальних дослідженнях (у співавторстві з Н. Г. Загоруйко), 1968
- Міграція сільського населення (керівник колективу, автор, редактор) вид-во «Думка», 1970
- Комплексна програма дослідження перспектив соціально-демографічного розвитку села, СВ АН, ІЕіОПП, д.с.п., 1974)
- Методологічні проблеми соціологічного дослідження мобільності трудових ресурсів (редактор, автор), 1974
- Розвиток сільських поселень: Лінгвістичний метод типологічного аналізу соціальних об'єктів (керівник колективу, автор, редактор), М. Думка,1977
- Методологічні проблеми системного вивчення села (керівник колективу, автор, редактор), Новосибірськ, Наука, 1977
- Соціально-демографічний розвиток сибірського села: Регіональний аналіз (керівник колективу, автор, редактор), 1980
- Методологія та методика системного вивчення радянського села (керівник колективу, автор, редактор), 1980
- Соціально-економічний розвиток західно-сибірського села (керівник колективу, автор, редактор) 1987
- A estrategia social da perestroika, Rio de Janeiro, переклад на іспанську Paulo Dezerra, 1988
- "A voice of Reforms. Essays By Tatiana I. Zaslavskaya edited with an introduction by Murrey Yanowitch. M.E. Sharpe, Armonk, New-York — London, England, 1989
- The Second Socialist Revolution. An Alternative Soviet Strategy, Foreword by Teodor Shanin. I. Tauri,.London, 1990
- Соціологія економічного життя: нариси теорії (у співавторстві з Р. В. Ривкіна), Новосибірськ, Наука, 1991
- Російське суспільство на соціальному зламі: погляд зсередини. Москва, 1997
- Соціальна траєкторія реформованої Росії: Дослідження Новосибірської економіко-соціологічної школи (керівник колективу, автор, редактор), М., вид-во «Справа», 1999)
- Соцієтальна трансформація російського суспільства: Деятельностно-структурна концепція. М., вид-во «Справа», 2002
- Сучасне російське суспільство. Соціальний механізм трансформації, вид-во «Справа», 2004
- Вибрані твори: У 3-х тт. М.: Економіка, 2007: Т. 1. Соціальна економіка та економічна соціологія; Т. 2. трансформаційний процес в Росії. У пошуках нової методології; Т. 4. Моє життя. Спогади та роздуми.